# Aghios Eleftherios (metropolitana di Atene)
Aghios Eleftherios (in greco: Σταθμός Αγίου Ελευθερίου) è una stazione della linea 1 della metropolitana di Atene.

## Storia
La stazione venne attivata il 4 agosto 1961, su un tratto di linea risalente al 1956.